# Abbaye Notre-Dame du Nid-au-Merle
L'abbaye Notre-Dame-du-Nid-au-Merle ou abbaye de Saint-Sulpice des Bois est située sur le territoire de la commune française de Saint-Sulpice-la-Forêt, dans l’ancienne forêt du Nid-au-Merle, aujourd’hui forêt de Rennes.

## Le nom
Le nom ancien de la forêt viendrait de l’histoire d’un jeune berger découvrant dans un nid de merle, non loin d’un étang, une statuette de la Vierge. Sept fois il la rapporte chez lui, sept fois la statuette retourne dans le nid.
Les textes, depuis le XIIe siècle, donnent au monastère le nom de Saint-Sulpice. Par exemple, le nécrologe indique en ces termes la mort de Raoul de La Futaie : « Sanctus Rodulphus, monachus Sancti Jovini, puter fratrum et monialium Sancti Sulpitii, obiit 17 kal. septembris anno Domini 1129. » L'abbatiale est en effet dédiée à Sulpice le Pieux, évêque de Bourges, qui venait d'être canonisé. Mais, s’appuyant sur une lettre de 1127 où l’archevêque de Tours aurait cité le nom de Notre-Dame du Nid-de-Merle, le père Chardronnet estime qu’il s’agit là du tout premier nom du monastère. Lequel aurait perdu ce nom au fil des ans, au profit de ceux de Saint-Sulpice-des-Bois, puis de Saint-Sulpice-la-Forêt.
Une petite chapelle, voisine du monastère, est quant à elle dédiée à Notre-Dame. Elle est mentionnée en 1146. On l’appelle d’abord Sainte-Marie sur l’Étang, puis Notre-Dame sur l’Eau (nom que, reconstruite, elle porte aujourd’hui), et parfois « chapelle ducale ».

## Historique
Raoul de La Futaie, ancien compagnon de Robert d'Arbrissel, est à la tête d’une communauté déjà établie dans la forêt lorsqu'il crée le monastère en 1112. Parmi les autres fondateurs, on connaît les noms de Geoffroy Gastineau et de l’ermite Aubert. Raoul, après la fondation, ne serait pas resté de façon permanente sur les lieux. Ermengarde, épouse d’Alain Fergent, est peut-être la bienfaitrice de l’abbaye.
La Croix et la fontaine Saint-Raoul se trouvent en forêt de Rennes près des ruines de l'ancienne chapelle Saint-Denis-de-la-Forêt ; elles commémorent l'endroit où Raoul de la Fustaye [Raoul de la Futaie], fondateur de l'abbaye Notre-Dame du Nid-au-Merle, ancien moine de l'abbaye Saint-Jouin de Marnes, aurait vécu en ermite avec son compagnon Aubert au milieu du Moyen-Âge.
C’est un monastère double selon les antiques traditions orientale et celtique, c’est-à-dire accueillant séparément des moniales et des moines (les « condonats »). Les moniales prennent en main le temporel, tandis que les moines assurent la direction spirituelle et les offices. Les prêtres n’entrent jamais dans l’espace de vie des moniales, pas même pour administrer les derniers sacrements : les mourantes sont conduites dans le chœur de l’église pour les y recevoir. Les deux communautés sont réunies sous l’autorité de l’abbesse.
La première abbesse dont on sache le nom serait, selon dom Lobineau, Marie de Blois, fille d’Étienne d'Angleterre, et ce, jusqu’en 1156. Il est difficile de retracer le parcours chaotique de Marie de Blois, tant les sources sont confuses et contradictoires. Marie aurait un jour quitté l’abbaye pour l’Angleterre, en compagnie de sept religieuses. Le groupe aurait été admis dans le monastère de Stratford at Bow (Middlesex). La cohabitation se révélant difficile entre religieuses insulaires et continentales, les parents de Marie auraient créé pour elle un nouveau monastère à Lillechurch (ou Lilleherche, aujourd’hui Higham, dans le Kent), dépendance de Notre-Dame du Nid-au-Merle. Marie serait ensuite devenue abbesse de Romsey, et c’est à Romsey qu’elle aurait été enlevée par Mathieu d'Alsace.
L’abbesse relève non pas de l’évêque de Rennes, mais directement du Saint-Siège. En moins d’un demi-siècle, une trentaine de prieurés dépendant de l’abbaye sont fondés en Bretagne, en Anjou, dans le Maine, dans le Poitou et en Angleterre, lui assurant un fort rayonnement. Très puissante, l’abbaye a droit de haute justice. Elle a un auditoire, des prisons, des fourches patibulaires à quatre poteaux. Elle a des halles, une grange dîmière, des moulins et un grand colombier.
Elle décline après le rattachement de la Bretagne à la France, et connaît de grandes épreuves : des incendies (1556, 1651, 1701), la peste (1583), la guerre de religion (1595), la famine (1661) et les ravages de la tempête (1616). L’abbesse la plus connue de cette période est Marguerite d’Angennes (de 1609 à 1662), dont un portrait est conservé dans la salle du conseil de la mairie. On ignore quand le monastère d’hommes est supprimé, peut-être au XVIIe siècle.
La dernière abbesse est Marie Le Maistre de La Garlais [Garlaye]. À la Révolution, la communauté, qui a compté plus de 58 religieuses, n’en a plus que 26 : l’abbesse, seize religieuses nobles, huit sœurs converses roturières et une novice. Auxquelles s’ajoutent deux chapelains, 24 domestiques et 13 pensionnaires, soit, au total, 65 personnes. Le 13 octobre 1792, les religieuses doivent évacuer les lieux. Après leur départ, les biens et domaines sont saisis. Ils sont vendus comme biens nationaux, le 16 août 1796. L’abbaye est alors pillée. Elle est démolie entre 1835 et 1902.
« L'ancienne abbaye de Saint-Sulpice [est] actuellement propriété particulière. Dans ces dernières années, un propriétaire, peu admirateur d'archéologie, a fait sauter la presque totalité de l'église de cette abbaye : les bâtiments privés sont seuls restés debout. Nous y avons remarqué une partie restaurée dans le commencement du XVe siècle et qui, si nous avons bonne mémoire, porte une inscription au nom de l'abbesse Gillette de Tulle. Le propriétaire actuel, M. Evain, sous-intendant militaire, a fait procéder à quelques restaurations très intelligentes » écrivent A. Marteville et P. Varin en 1853.

## Vestiges de l’abbaye

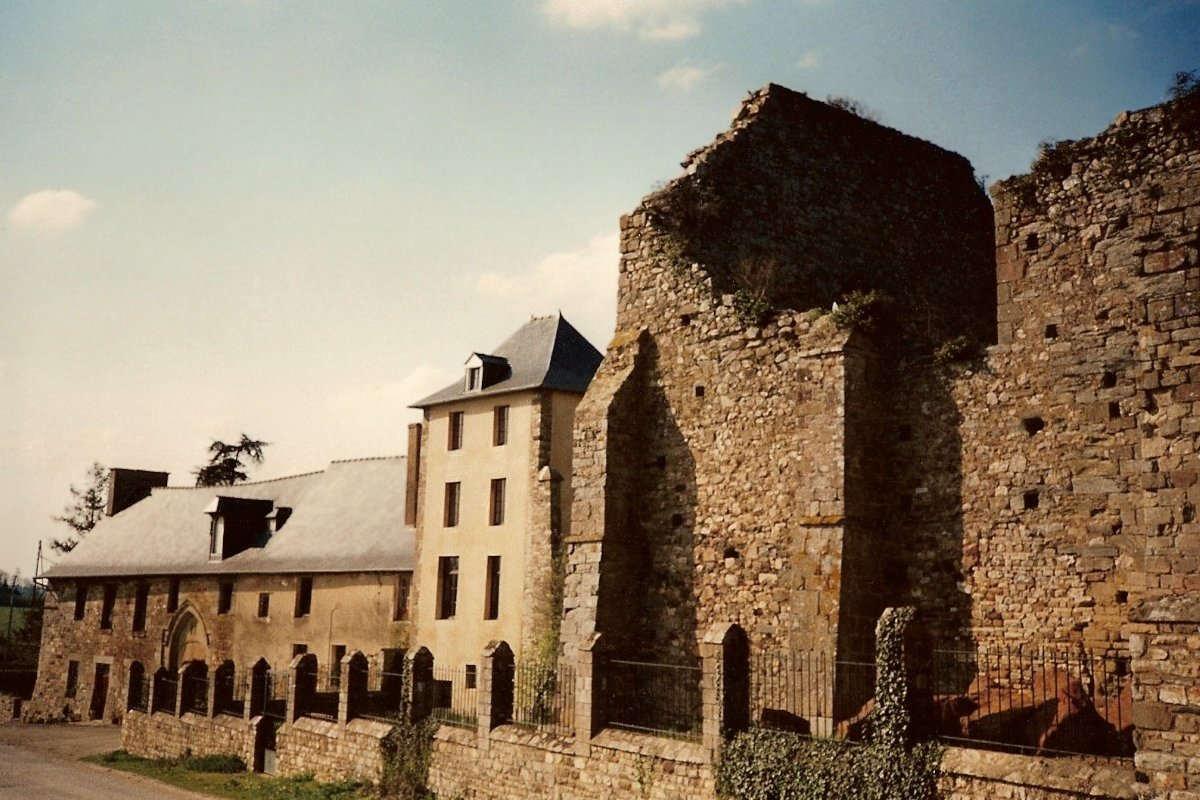
L'ancienne abbaye Notre-Dame du Nid-au-Merle.

Autrefois, l’abbaye double formait un vaste ensemble, entouré de hautes murailles. Les deux cloîtres et la plupart des bâtiments conventuels ont disparu. Restent le transept de l’abbatiale du XIIe siècle, située au sud-est, et quelques bâtiments plus récents et souvent très dénaturés :
- l’infirmerie (1628,  XIXe – XXe siècle[1]), qui abrite aujourd’hui le siège d’une l'Association des papillons blancs, institut médico-éducatif ;
- l’aile ouest du cloître, ainsi que le pavillon des visiteurs, tous deux du XVIIe siècle ;
- la porterie (1423) et le logis de l’abbesse ;
- le moulin (vers 1400[1]) ;
- la chapelle Notre-Dame-sur-l’Eau (mentionnée en 1146, reconstruite vers 1447[1]) ;
- la halle du XVIIe siècle, un des plus anciens monuments de terre du bassin de Rennes[22] ;
- l’auditoire et l’auberge du bourg.

La propriété close couvrait une superficie de 50 journaux. Au nord de l’abbatiale, le grand bâtiment conventuel s'allongeait jusqu’aux cuisines, à l'ouest desquelles était l’infirmerie. Au nord-ouest de l’abbatiale, était le cloître des femmes. À l’ouest, étaient la cour des journaliers, leur réfectoire, le fournil et le pavillon des visiteurs. L’ensemble était fermé au sud par les appartements de l’abbesse, dans le prolongement de l’abbatiale. Plus au sud se trouvaient le moulin banal et les bâtiments de la ferme.
Le monastère d’hommes (moines condonats) formait un vaste carré, entouré de douves, à 200 mètres de là, au lieu-dit la Butte-aux-moines. Aujourd’hui arasé, l’emplacement ne peut se discerner que d’avion.

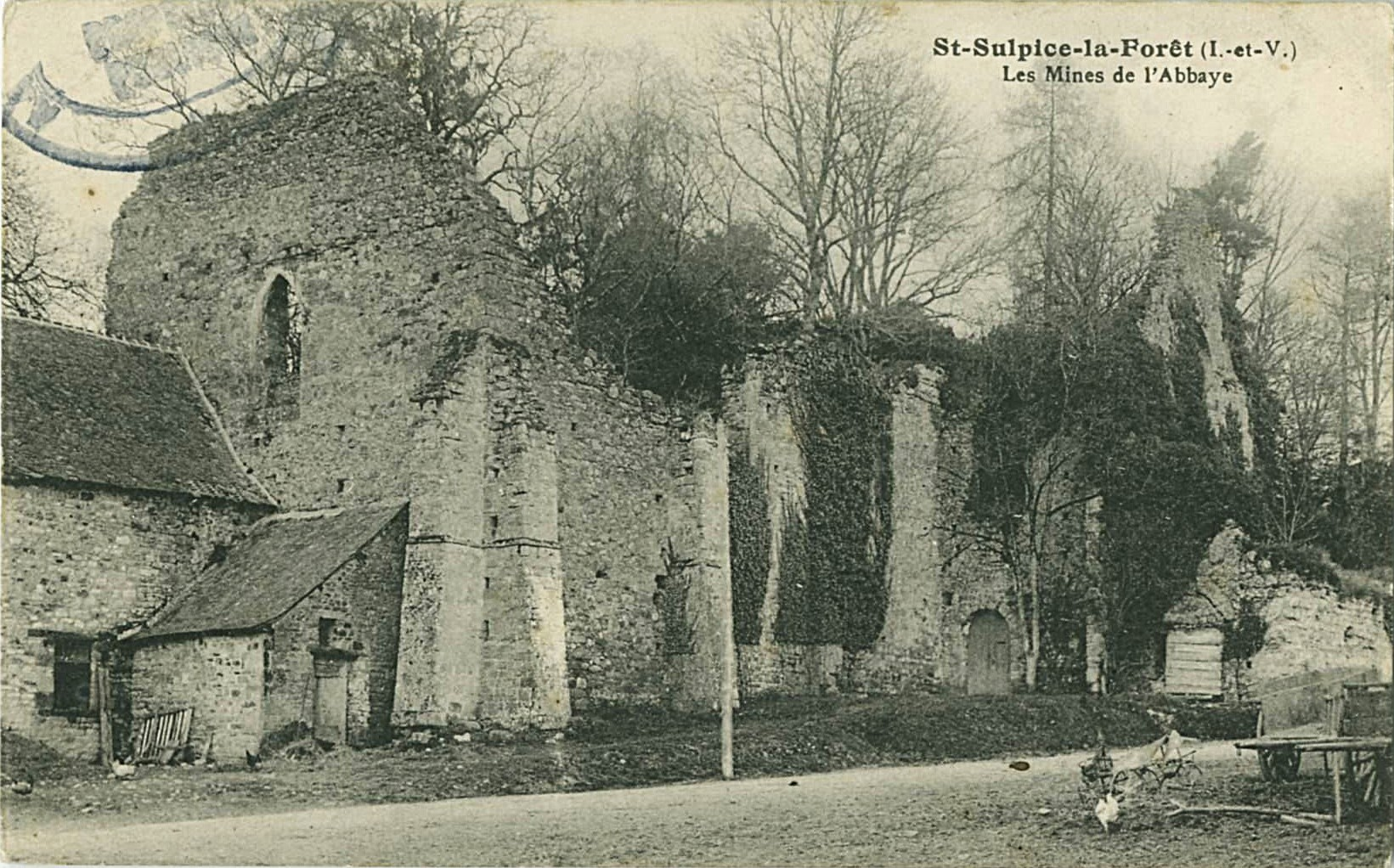
Saint-Sulpice-la-Forêt ː les ruines de l'abbaye de Saint-Sulpice-des-Bois (abbaye Notre-Dame du Nid-au-Merle) au début du XXe siècle (carte postale).
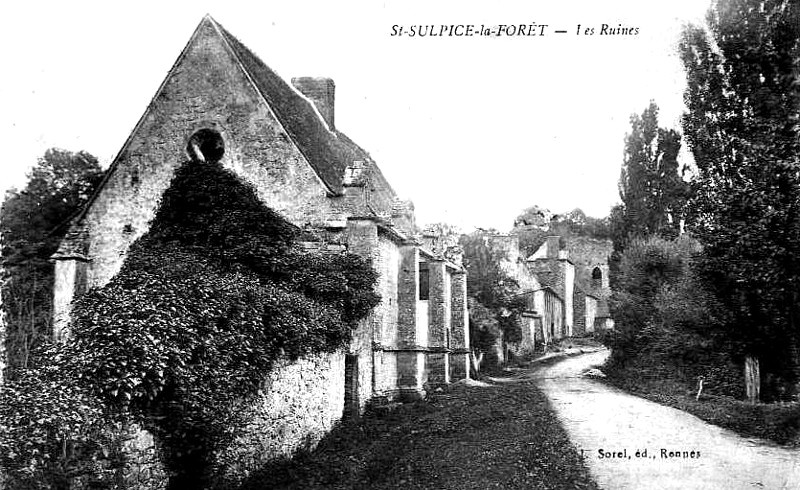
Saint-Sulpice-la-Forêt ː les ruines de l'ancienne abbaye de Saint-Sulpice-des-Bois (Abbatiale Notre-Dame du Nid-au-Merle) au début du XXe siècle (carte postale).
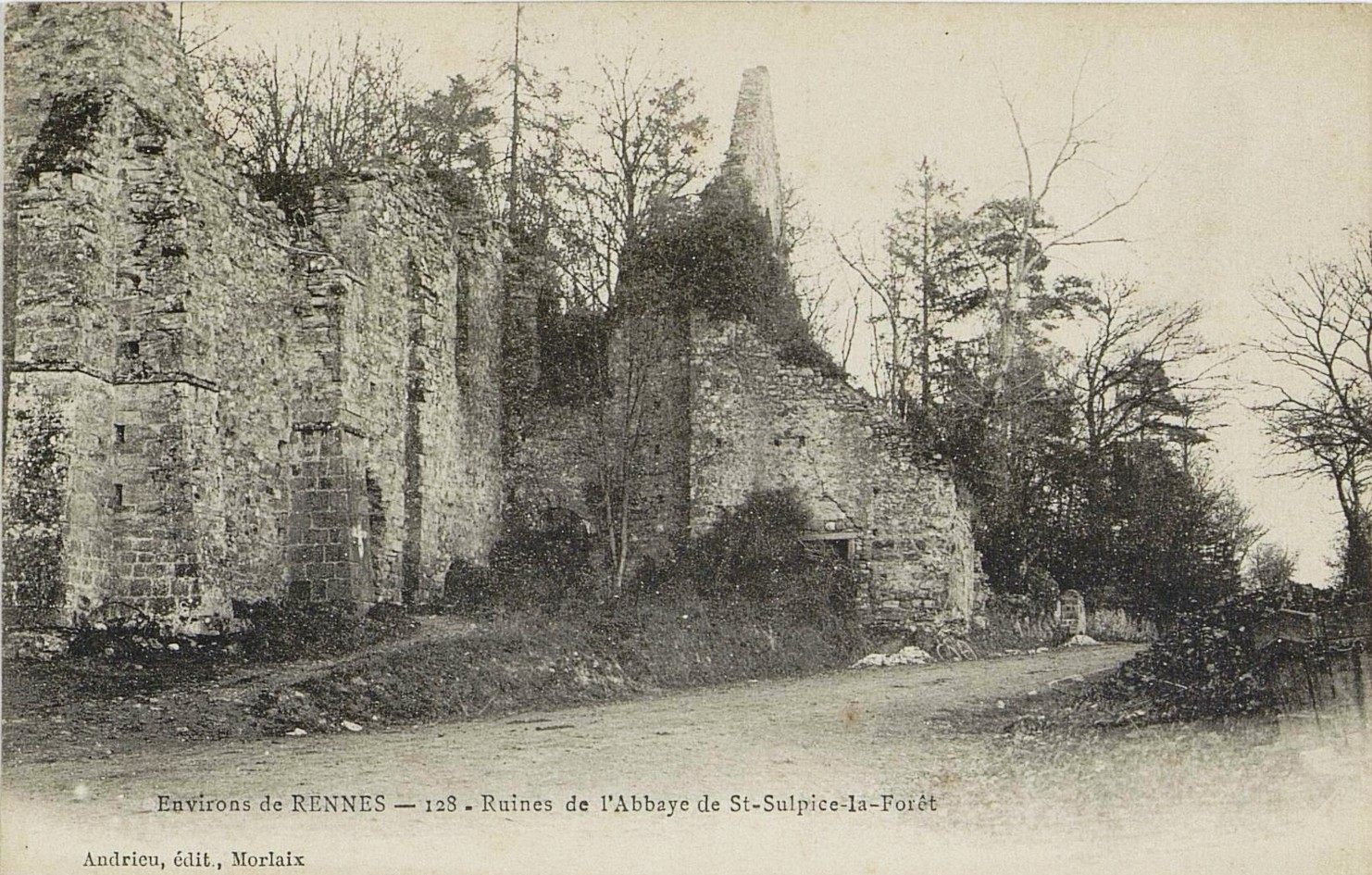
Saint-Sulpice-la-Forêt ː les ruines de l'ancienne abbaye de Saint-Sulpice-des-Bois (Abbatiale Notre-Dame du Nid-au-Merle) au début du XXe siècle (carte postale).
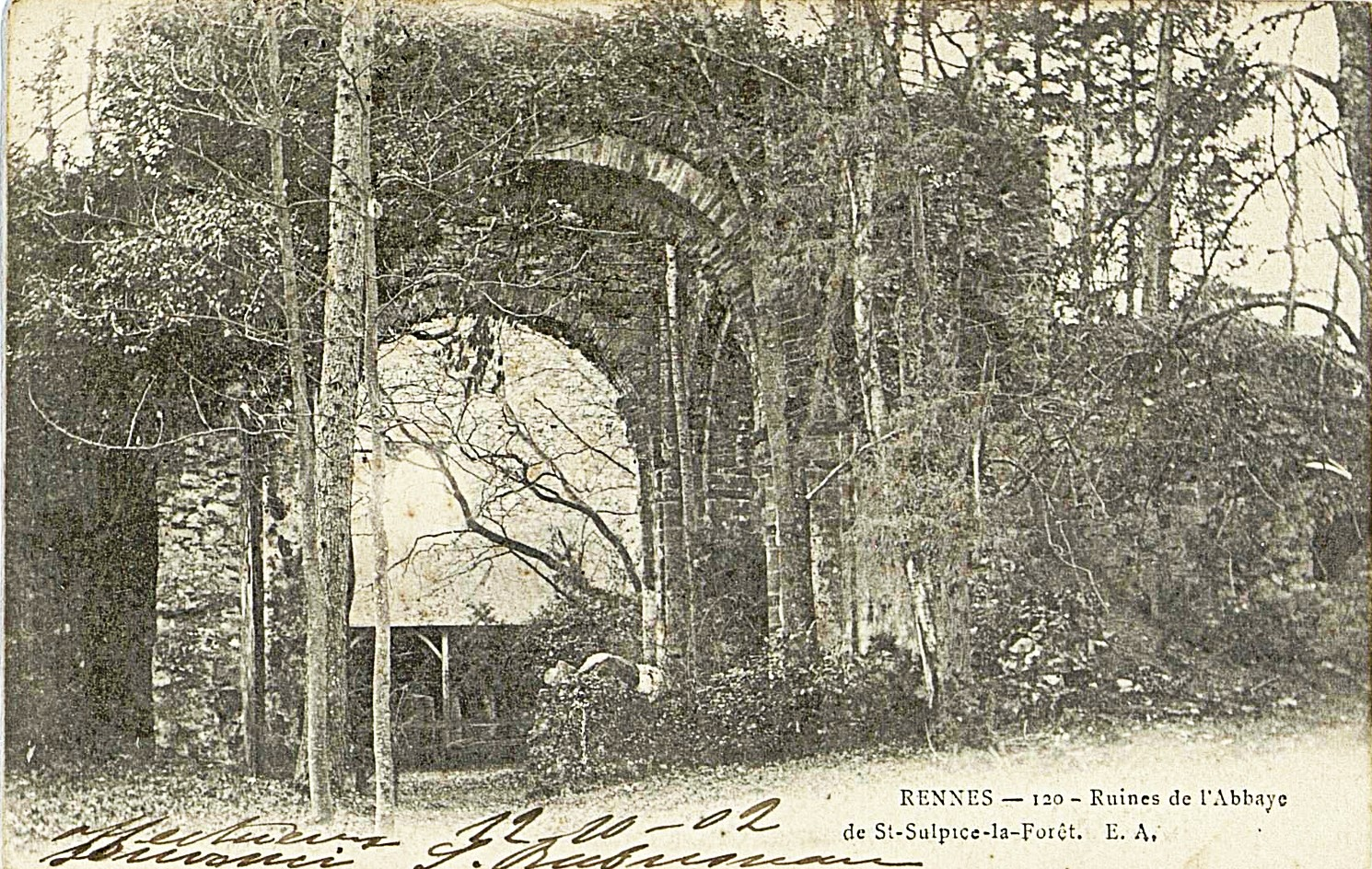
Saint-Sulpice-la-Forêt ː les ruines de l'abbaye de Saint-Christophe-des-Bois (Abbatiale Notre-Dame du Nid-au-Merle) au début du XXe siècle (carte postale).
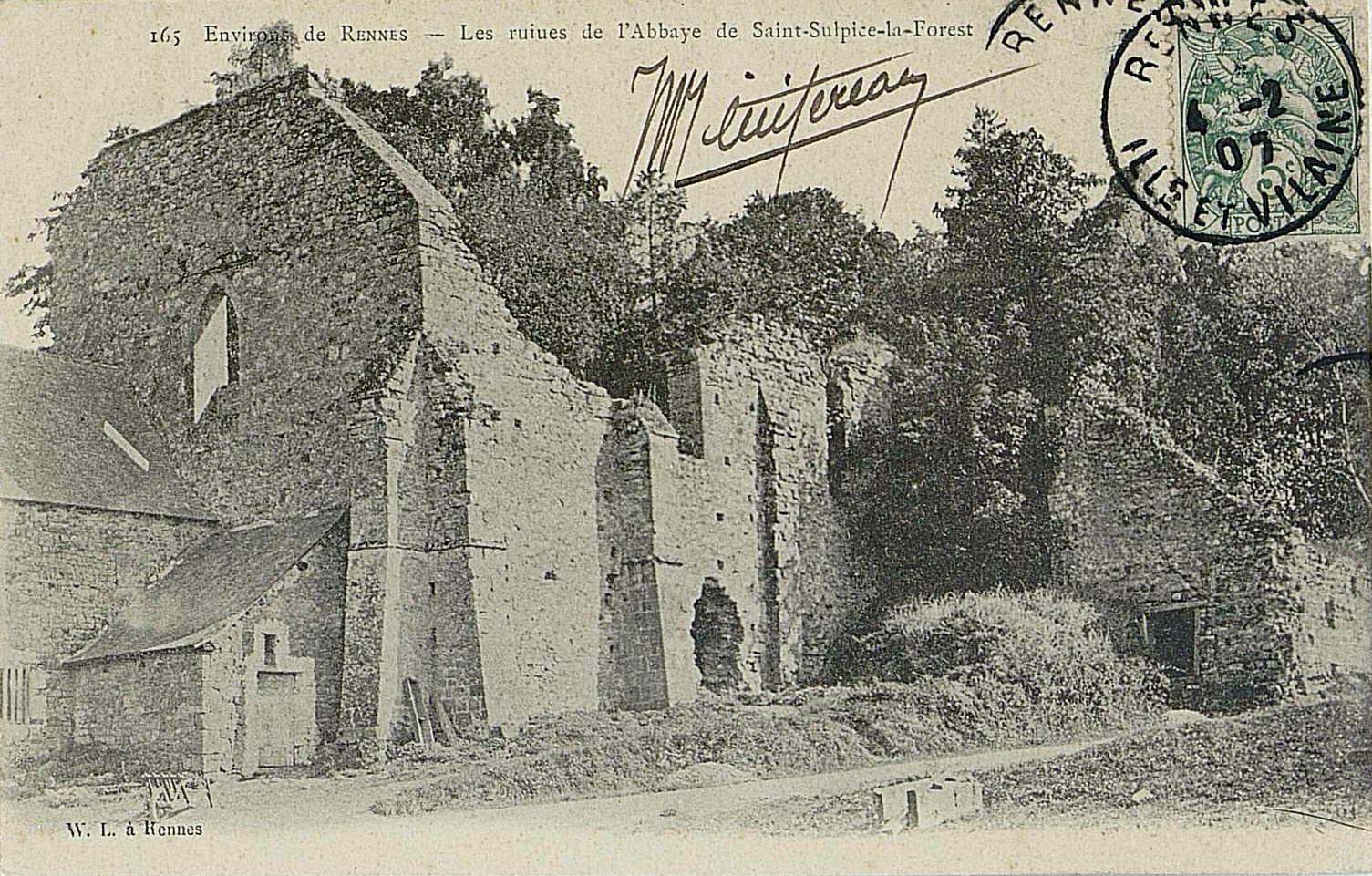
Saint-Sulpice-la-Forêt ː les ruines de l'ancienne abbaye de Saint-Sulpice-des-Bois (Abbatiale Notre-Dame du Nid-au-Merle) au début du XXe siècle (carte postale).
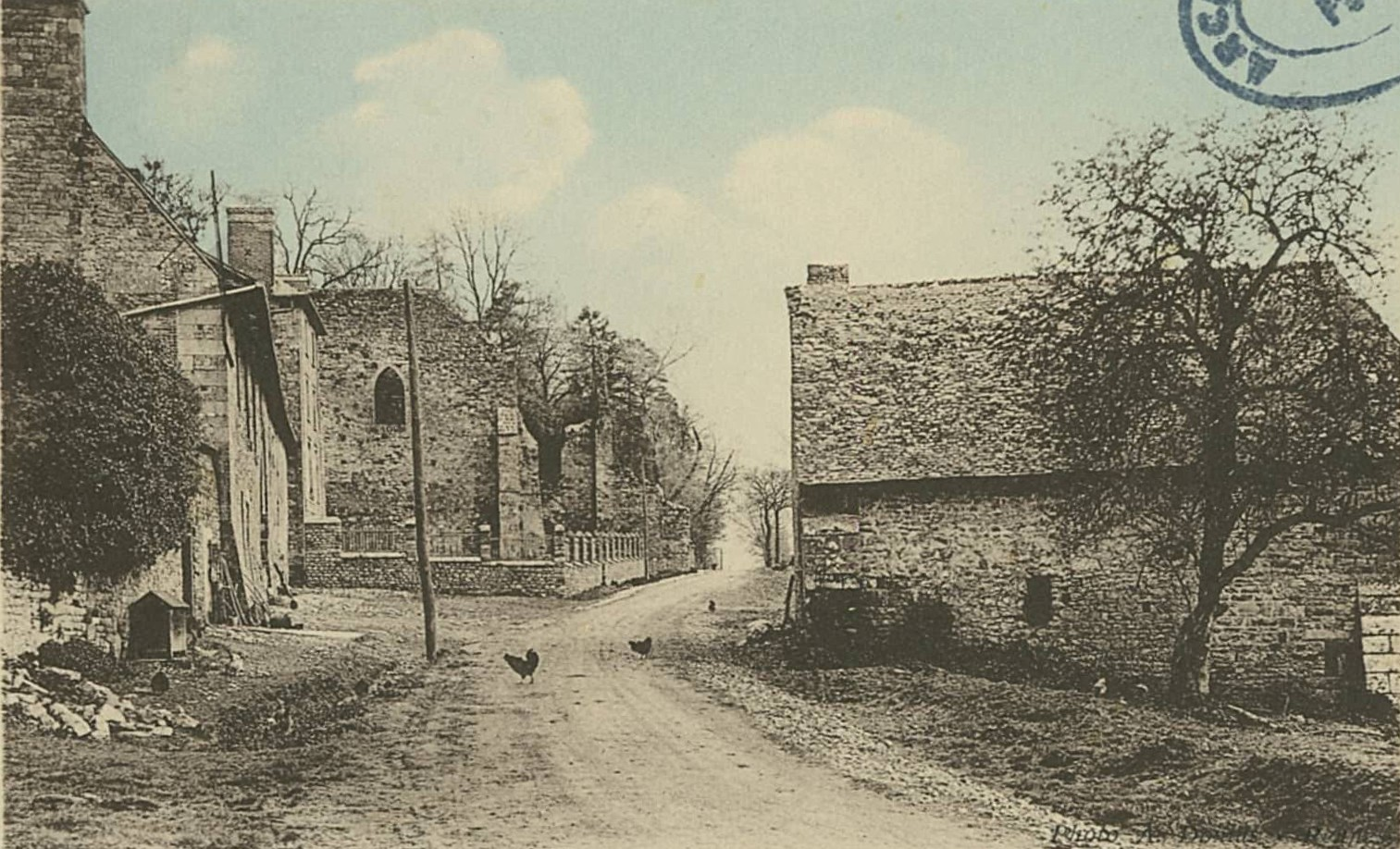
Saint-Sulpice-la-Forêt ː les ruines de l'abbaye de Saint-Sulpice-des-Bois (abbaye Notre-Dame du Nid-au-Merle) vers 1925 (carte postale colorisée).

### L’abbatiale

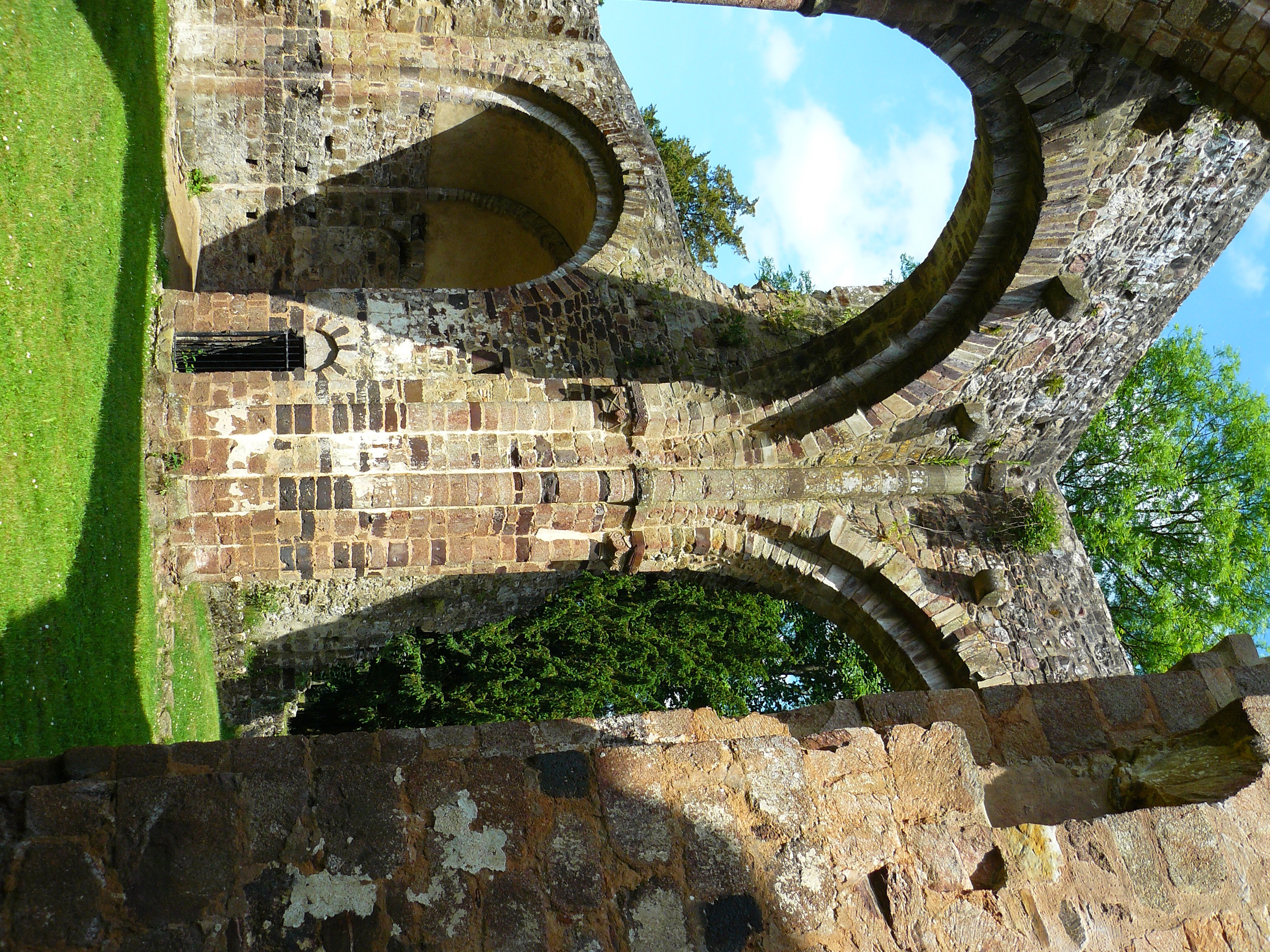
La croisée du transept et, en arrière-plan, l’absidiole nord.

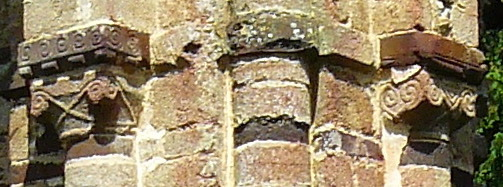
Chapiteaux de la croisée du transept.

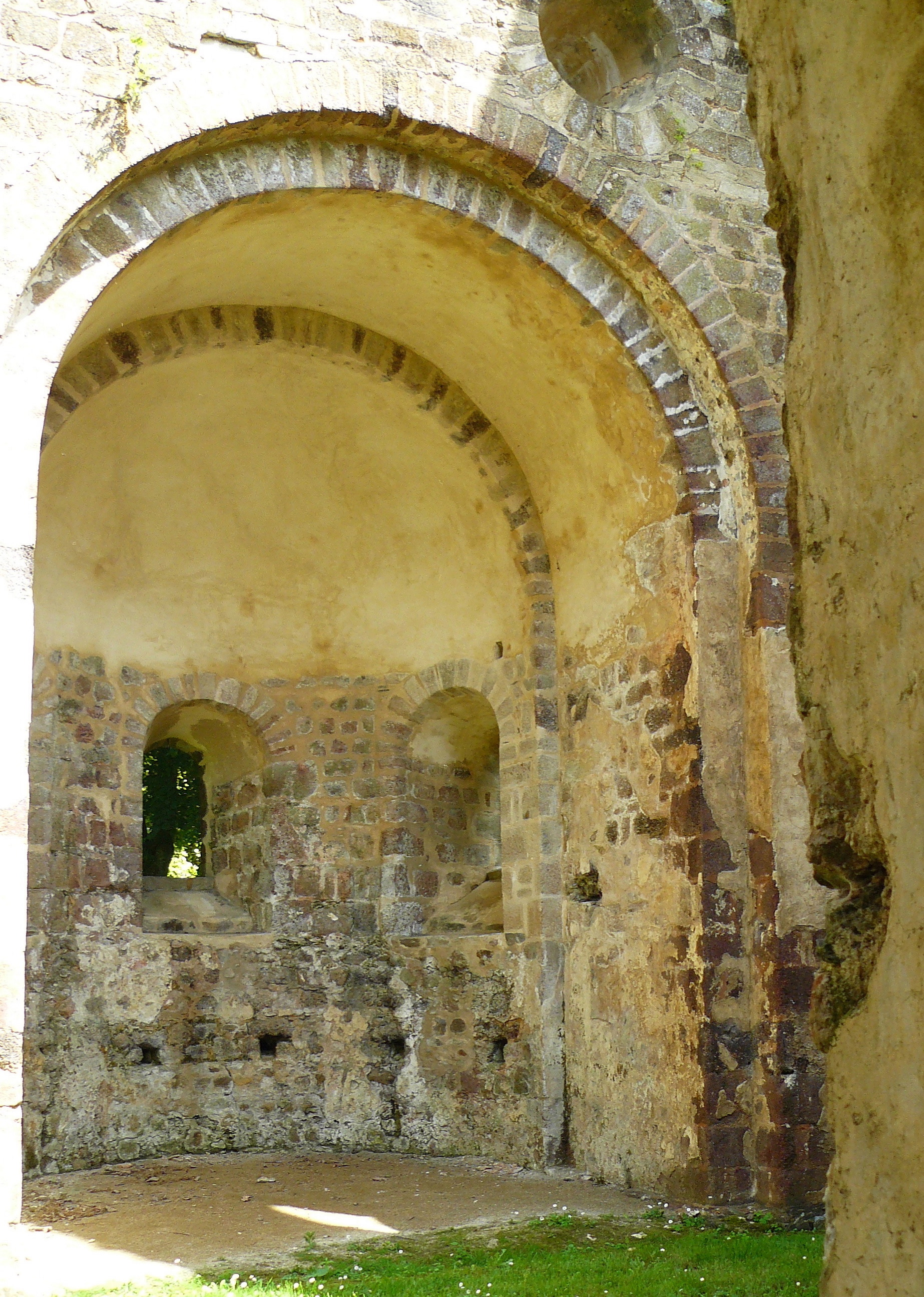
L’absidiole sud.

L’abbatiale est un édifice singulier de l’architecture bretonne du XIIe siècle (peut-être du milieu du siècle, peut-être sous Conan IV), d’une perfection technique assez rare. La plus grande partie de ses vestiges, d’architecture romane, en grès, schiste et granite, est d’origine. De cette grande église, il reste essentiellement le transept.

#### Nef
La nef s’allonge à l’origine sur 33 mètres. Quand elle est ruinée par l’ouragan de 1616, on décide de la raccourcir de moitié : l’année suivante, un nouveau mur la ferme à l’ouest, tandis que le mur sud est refait en grande partie. Des murs d’origine, il ne subsiste à présent que la partie de ce mur sud qui est proche du transept.

#### Transept
Le transept est composé de trois carrés égaux : la croisée (carré central) et les deux croisillons (ou bras du transept), qui forment deux chapelles. Deux passages, dits « passages berrichons », permettent de circuler de la nef à ces chapelles latérales, sans passer par la croisée, protégée de cloisons, et réservée aux moniales. Ce sont les seuls exemples de passages berrichons en Bretagne, avec celui de l’église de Tremblay.
Le transept conserve ses quatre puissantes arcades en plein cintre à double archivolte, qui portaient le clocher. Leurs claveaux, de granite et de schiste en alternance, sont soigneusement appareillés. Elles reposent sur quatre piles carrées, aux angles renforcés de colonnes. Ces dernières prouvent l’existence, à l’origine, d’une voûte (les culots, témoins de l’existence d’un plancher, ne sont pas d’origine). Les huit chapiteaux de ces colonnes présentent des motifs variés, qui débordent parfois sur l’abaque (la partie supérieure du chapiteau) : crossettes, figures humaines, feuilles d’eau, billettes, grecques… Ces abaques se prolongent sur la pile, formant une corniche qui relie les chapiteaux et bague l’ensemble constitué de la pile et des colonnes. Ce type de motif ne se rencontre pas fréquemment.
Le « sanctuaire » comprend deux parties. Dans le carré du chœur proprement dit, autrefois voûté, se tenaient les moniales. L’abside, où se trouvait l’autel, a disparu. Les deux absidioles sont entièrement d’origine.
Dans le croisillon nord, subsistent des traces de polychromie très variées : sur la porte de la tourelle d’escalier ; ou dans l’absidiole, où se devinent bandeaux noirs, feuillages verts, fleurs rouges à cinq pétales.
Le croisillon sud est dédié, au Moyen Âge, à saint Jacques. Il garde la quasi-totalité de ses murs et toutes ses ouvertures. Sur le mur sud, la baie romane est remplacée au XVe siècle par une baie gothique.

#### Chapelle Saint-Roul

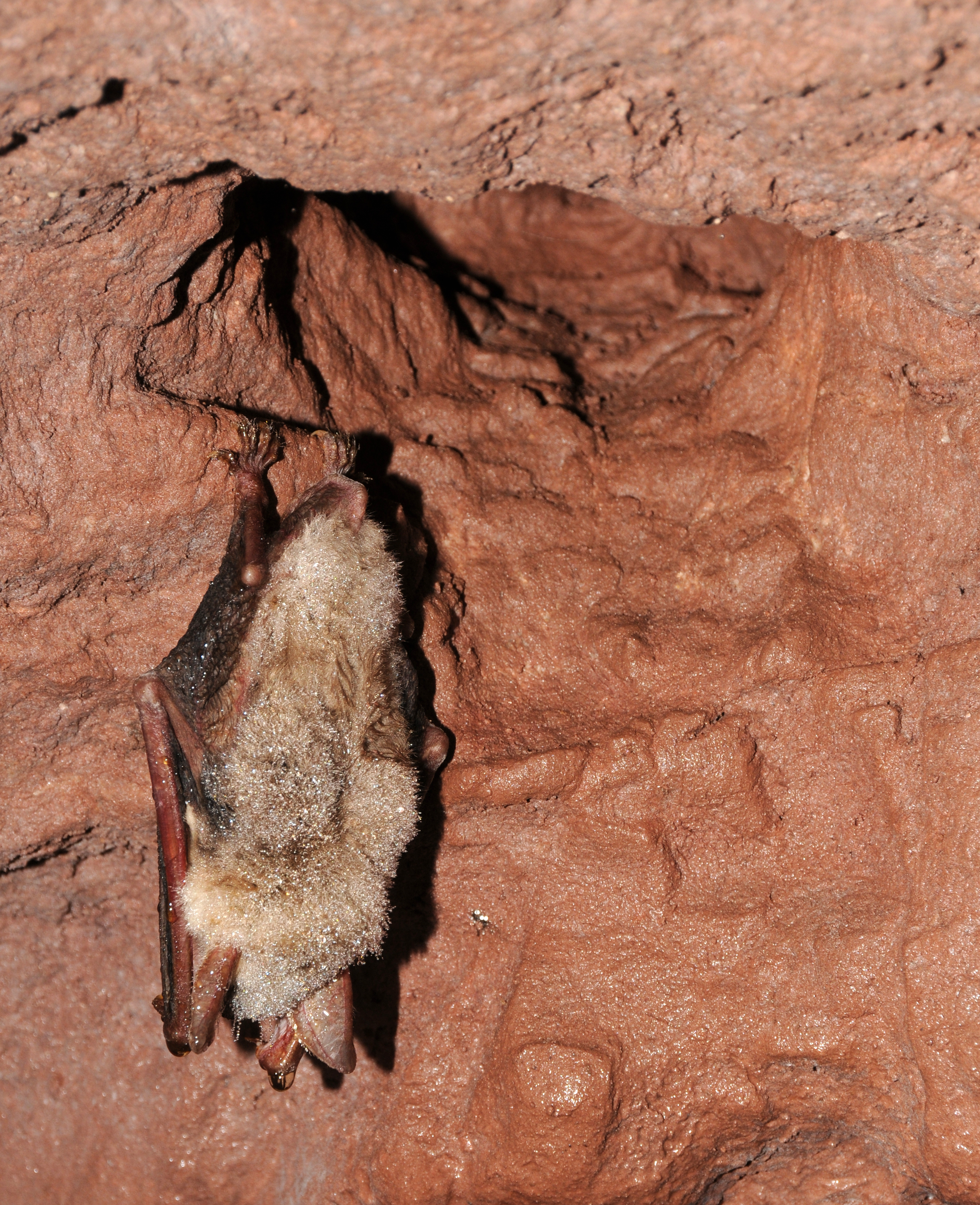
Grand murin.

Le croisillon sud est prolongé d’un bâtiment un peu plus long et un peu plus étroit que lui-même, faisant partie du plan d’origine, autrefois voûté, recouvert d’un toit en appentis. C’est une chapelle sépulcrale, dite chapelle Saint-Roul. C’est là que l’hagiographe breton Albert Le Grand dit avoir vu reposer les restes de Raoul de la Futaie et d’Aubert, les deux fondateurs de l’abbaye. Des fouilles ont en effet permis de retrouver deux sarcophages maçonnés, vides, pieds dirigés vers l’Orient, entourés de quantité de pièces de monnaie du XIIe au XVIIIe siècle. On entre dans cette chapelle par le croisillon sud, ce qui permet aux pèlerins d’accéder aux reliques — au contraire de Fontevraud, où la sépulture de Robert d'Arbrissel se trouve dans le chœur des moniales. Cette chapelle sert aujourd’hui de refuge d’hibernation à cinq espèces de chauves-souris, dont le grand murin. Une chapelle identique existait, en prolongement du croisillon nord. Elle accueillait probablement la sépulture des abbesses.

## La statuette
On ignore ce qu’est devenue la statuette miraculeuse. Les religieuses, quand elles quittent l’établissement en 1792, emportent avec elles une statuette de bois de quelque huit centimètres de hauteur, qui serait de la fin du XVe siècle. C’est une Vierge à l'Enfant, coiffée jadis d’un petit diadème. Elle est actuellement conservée dans l’église paroissiale de Saint-Sulpice-la-Forêt.

## Liste des abbesses
- 1112-1159 : Marie I de Blois
- 1159-11?? : Nine
- 11??-1198 : Enoguen de Penthièvre
- 1198-1210 : Ameline d'Écosse
- 1210-1214 : Olive Ire
- 1214-1228 : Mabille , en 1216, elle obtient une sentence lui adjugeant une portion des dîmes de la paroisse de Moulins, après toutefois le décès de Barthélemy, recteur de Moulins[28].
- 1228-1239 : Eustachie Ire
- 1239-1240 : Amice de Dinan
- 1240-1250 : Jeanne I Bonamy
- 1250-1258 : Jeanne II de Keraer[29]
- 1258-1285 : Agnès
- 1285-1294 : Guillemette I
- 1294-1302 : Eustachie II
- 1302-1315 : Jeanne III
- 1315-1345 : Perrine des Granges
- 1345-1372 : Marguerite I de Coëtquen
- 1372-13?? : Almote
- 13??-1391 : Guibaude d’Orange
- 1391-1407 : Jeanne IV Millon
- 1407-1426 : Gillette de Talie
- 1426-14?? : Guillemette II Millon
- 14??-1461 : Jeanne V de Quédillac
- 1461-14?? : Marie II
- 14??-1498 : Jeanne VI Millon
- 1498-1529 : Andrée Belloneau
- 1529-1546 : Alizon de Pontbellanger
- 1546-1577 : Jacqueline d’Harcourt, fille de Jean d'Harcourt et de Jeanne de Saint-Germain
- 1577-1579 : Marguerite II d’Harcourt
- 1579-1583 : Gabrielle de Morais de Brézolles
- 1583-1608 : Antoinette de Morais de Brézolles
- 1608-1662 : Marguerite III d’Angennes de Rambouillet
- 1662-1704 : Marguerite IV de Morais de Brézolles
- 1704-1721 : Angélique-Renée de La Forest d’Armaillé du Boisgélin
- 1721-1727 : Olive II Claude-Eléonore de Lesquen de La Villemeneust
- 1727-1755 : Madeleine I Elisabeth de Bouchard d’Esparbès de Lussan d’Aubeterre
- 1755-1778 : Madeleine II Clotilde de La Bourdonnaye de Clermont
- 1778-1792 : Marie III Angélique-Henriette Le Maistre de La Garlaye

## Monument historique
Plusieurs éléments de l’abbaye ont été protégés au titre des monuments historiques, :
- 9 septembre 1993 (rectification 29 avril 1994) : classement des vestiges de l’église de l’abbaye, y compris les chapiteaux, ainsi que les sols correspondant à l’emprise de cette église et du cloître ;
- 26 mai 1992 : classement de la chapelle Notre-Dame-sur-l’Eau ;
- 15 décembre 1926 : inscription des restes de l’abbaye, sauf parties classées.

## Possessions et terriers
- Prieuré Saint-Martin de Tours de La Bouëxière[32]

## Référence littéraire
Un chapitre du Marquis de Fayolle, le roman inachevé de Gérard de Nerval, a pour cadre cette abbaye.